# Colombo (calcio)
Il Colombo è stata una società di calcio statunitense, con sede a New York, nel borough di Staten Island.

## Storia
Il Colombo partecipò ad un'unica edizione dell'American Soccer League, all'epoca la più importante divisione calcistica del Nordamerica.
In quell'unica stagione, la ASL 1959-1960, sotto la guida del giocatore-allenatore Jack Hynes, vinse il torneo.
Migliori marcatori stagionali del club furono Carlos Bustamante con 14 goal, Antonio Bonezzi con 12 e Mario Zelaschi con 9.
Nell'estate 1960 la società organizzò una tournée in Italia che però fu tra le probabili cause del collasso della squadra e del conseguente fallimento.

## Stadio
La formazione pellegrinò per diversi stadi, Ironbound Field di Newark (NJ), il Gaelic Park ed il Metropolitan Oval del Bronx (NY) ed il Weissglass Stadium a Port Richmond (NY).

## Palmarès

### Competizioni nazionali
- American Soccer League: 1

1959-1960